# فابيو بايم
فابيو ميغيل مالهيرو بايم (بالبرتغالية: Fábio Miguel Malheiro Paím‏) المعروف باسم فابيو بايم (ولد في 15 فبراير 1988) هو لاعب كرة قدم برتغالي يلعب لصالح ليتشويس الرديف في مركز الجناح.
بعد نشأته في سبورتينغ لشبونة تنقل بين عدة أندية في عدة دول دون أن يستقر في أي مكان.

## المسيرة الرياضية مع الأندية
ولد في إشتوريل وكان بايم يعتبر في يوم من الأيام اللاعب الشاب الواعد في البرتغال للمشي على خطى كريستيانو رونالدو الذي قال عند وصوله إلى مانشستر يونايتد: «إذا كنت تعتقد أنني جيد فقط انتظر حتى ترى فابيو بايم». انضم إلى سبورتينغ لشبونة للشباب في سن التاسعة قبل أن يبدأ مسيرته الاحترافية في عام 2007 على سبيل الإعارة في أوليفايس موسكافيدي بجانب زميله في سبورتينغ لشبونة برونو بيريرينها. أمضى موسم 2007–08 مع فريقين حيث لعب للمرة الأولى في الدوري البرتغالي الممتاز مع باسوش دي فيريرا بعدما بدأ مع تروفينسي في الدرجة الثانية.
في أغسطس 2008 انتقل بايم على سبيل الإعارة إلى تشيلسي الإنجليزي الذي كان يدربه لويس فيليبي سكولاري لكنه لم يلعب سوى للفريق الرديف خلال فترة أربعة أشهر. في 11 ديسمبر ترك النادي وانتقل مرة أخرى على سبيل الإعارة إلى ريو أفي. قرر المدرب كارلوس بريتو عدم الاحتفاظ به بشكل أساسي بسبب راتبه العالي ولم ينجح اللاعب في جذب أي اهتمام قبل نهاية فترة الانتقالات الشتوية حيث قضى بقية الموسم من دون نادي.
في 25 سبتمبر 2009 وافق كل من سبورتينغ لشبونة على إعارة بايم طوال موسم 2009-10 إلى ريال من الدرجة الثانية والذي يدربه لاعب سبورتينغ لشبونة السابق فيليبي راموس مما جعله تاسع لاعب من سبورتينغ لشبونة يعار إلى ريال.
في صيف 2010 غادر بايم البالغ من العمر اثنين وعشرين عاما سبورتينغ لشبونة بدون أن يلعب له أي مباراة رسمية طوال ثلاث مواسم من أجل تحسين مسيرته الرياضية حيث انتقل إلى تورينسي من الدرجة الثانية ثم تركه بعد بضعة أشهر فقط وقضى السنوات التالية في أنغولا مع بريميرو دي أغوستو وبنفيكا.
لموسم 2012-13 وقع بايم لصالح فوفو في الدرجة الثانية بالبرتغال. بعد بضعة أشهر من محاولة استعادة لياقته لعب لأول مرة ضد مافرا. في ديسمبر 2012 تنقل في عدة أندية ودول مرة أخرى حتى توقعيه لموسمين مع الخريطيات في دوري نجوم قطر.
في 19 أغسطس 2014 وقع بايم عقدًا لمدة عامين موستا المالطي. في أبريل من العام التالي انضم إلى نيفيجيس في ليتوانيا.
في صيف عام 2015 انتقل بايم إلى يونيون كايل تيناغ في الدرجة الثانية في لوكسمبورج. تم طرده من النادي في سبتمبر بسبب «السلوك غير المهني».
في 10 نوفمبر 2017 بعد فترة عابرة في كرة القدم البرازيلية للهواة وقع بايم مع ليتشويس الرديف في الدرجة السادسة.

## المسيرة الرياضية مع المنتخب
لعب بايم اثنين وأربعين مباراة دولية لصالح منتخبات البرتغال للفئات السنية مسجلا سبعة أهداف. بايم من أصل أنغولي حيث أن والديه ينحدران من مقاطعة هوامبو وكان مؤهلاً لتمثيل منتخب أنغولا في كأس الأمم الأفريقية لكرة القدم 2012 ولكن في النهاية لم يتم اختياره.

## الإنجازات
- تروفينسي
  - دوري المحترفين (1): 2007-08[23][24]